# Сантош Виана
„Сантош Футебол Клубе де Ангола“ е футболен клуб от Луанда - столицата на Ангола.
Клубът е основон през 2002 г. Играе домакинските си срещи на стадион Ещадио до Сантош с капацитет 17 000 зрители.
Отборът играе с цветовете на едноименния бразилски гранд- черно-бели вертикално раирани фланелки и изцяло черни гащета и чорапи. През сезон 2007 Сантош се класира едва на 11-о място в шампионата на Ангола (от 14 отбора).
Старши треньор е Пио Ногейра, а президент – Исмаел Диого да Силва.

## Успехи
- Купа на Ангола, 2008 – 1-во място
- Суперкупа на Ангола, 2009 – 1-во място